# Borås Hockey
Borås Hockey, tidigare Norrby IF (1947-1969) och Norrby HC, är en ishockeyklubb från Borås. I maj 2011 bytte klubben namn från Borås HC till Borås Hockey. Klubben spelar säsongen 2025/2026 i Hockeyettan Södra. Klubbens hemmaarena är Borås Ishall, även kallad ”Lejonkulan”.

## Historia
Norrbygärde IF - senare Norrby IF startade en ishockeyklubb år 1947. Vid den här tiden anlades den första ishockeybanan i Borås, som låg ungefär där Särlaskolan ligger i dag. Norrby IF drev sedan ishockeyverksamheten vidare till 1969, då den istället blev Norrby HC och senare Borås HC.
1989 kom den sovjetiske landslagsspelaren Nikolaj Drozdetskij till klubben. Det var en sensation i flera avseenden. Dels var det en världsspelare som kom till en svensk klubb i Division II, dels var han för att han var en av de första som över huvud taget släpptes ut från Sovjetunionen för att spela ishockey i ett annat land. Drozdetskij – eller "Drutten" som han kallades - skapade hockeyfeber i Borås med fyllda läktare och enorm uppmärksamhet. När Drozdetskij 1995 lämnade Borås hade han gjort 173 mål och 205 assist på 202 matcher och varit med och fört upp Borås till Division I.
Efter att Drozdetskij lämnat klubben föll man ut Division I under ett par säsonger innan man i samband med serieomläggningen 1999 återkom till Division I (som nu var tredjeligan i Sverige). Under 90-talet valde klubben att byta det många förknippat klubben med - klubbens kransemblem, och valde istället att ha ett lejon på matchtröjan. 
Till säsongen 2007/2008 avancerade man till Hockeyallsvenskan och blev kvar där till 2011/2012 då man tvångsnedflyttades eftersom man inte klarade kraven för elitlicens.. Borås Hockey överklagade men förlorade och Asplöven HC tog över klubbens plats i Hockeyallsvenskan.

### Säsonger i Division I, Hockeyallsvenskan och Hockeyettan
| Säsong                                      | Division           | Placering | Vårserie m.m.             | Kval/Playoff                                                        |
| ------------------------------------------- | ------------------ | --------- | ------------------------- | ------------------------------------------------------------------- |
| 1975/1976                                   | Division I Södra   | 11        |                           | nerflyttade                                                         |
| 1976–1991 spelade man i Division II och III |                    |           |                           |                                                                     |
| 1991/1992                                   | Division I Södra   | 10        | 7:a i fortsättningsserien | 2:a i södra kvalserien                                              |
| 1992/1993                                   | Division I Södra   | 9         | 6:a i fortsättningsserien |                                                                     |
| 1993/1994                                   | Division I Södra   | 4         | 3:a i fortsättningsserien |                                                                     |
| 1994/1995                                   | Division I Södra   | 6         | 6:a i fortsättningsserien |                                                                     |
| 1995/1996                                   | Division I Södra   | 9         | 7:a i fortsättningsserien | 3:a i södra kvalserien, nerflyttade                                 |
| 1996–1999 spelade man i Division II.        |                    |           |                           |                                                                     |
| 1999/2000                                   | Division 1 Södra A | 3         | 5:a i Allettan Södra      | 4:a i Playoff Södra B                                               |
| 2000/2001                                   | Division 1 Södra A | 3         | 2:a i Allettan Södra      | 1:a i Förkval, 4:a i kvalserien                                     |
| 2001/2002                                   | Division 1 Södra A | 2         | 2:a i Allettan Södra      | 4:a i Förkval                                                       |
| 2002/2003                                   | Division 1 Södra   | 4         | 2:a i Förkval             |                                                                     |
| 2003/2004                                   | Division 1 Södra   | 3         | 1:a i Förkval             | 4:a i kvalserien                                                    |
| 2004/2005                                   | Division 1 Södra   | 1         | 1:a i Förkval             | 5:a i kvalserien                                                    |
| 2005/2006                                   | Division 1F        | 3         |                           |                                                                     |
| 2006/2007                                   | Division 1E        | 1         | 1:a i Allettan Västra     | Besegrar Troja i playoff, 2:a i kvalserien, uppflyttade             |
| 2007/2008                                   | Hockeyallsvenskan  | 7         |                           | Playoff: Besegrar Björklöven; utslagna av Västerås                  |
| 2008/2009                                   | Hockeyallsvenskan  | 11        |                           |                                                                     |
| 2009/2010                                   | Hockeyallsvenskan  | 9         |                           |                                                                     |
| 2010/2011                                   | Hockeyallsvenskan  | 11        |                           |                                                                     |
| 2011/2012                                   | Hockeyallsvenskan  | 13        |                           | 2:a i kvalserien; uppfyllde inte kraven för elitlicens, nerflyttade |
| 2012/2013                                   | Division 1F        | 10        | 5:a i fortsättningsserien | 1:a i kvalserie F                                                   |
| 2013/2014                                   | Division 1F        | 10        | 6:a i fortsättningsserien | 4:a i kvalserie F, nerflyttade                                      |
| 2014–2019 spelade man i lägre divisioner    |                    |           |                           |                                                                     |
| 2019/2020                                   | Hockeyettan Södra  | 10        | 6:a i Vårettan            | Kvalserien inställd                                                 |
| 2020/2021                                   | Hockeyettan Södra  | 11        | 7:a i Vårettan            | 4:a i kvalserien, nerflyttade                                       |
| 2021/2022 spelade man i Hockeytvåan         |                    |           |                           |                                                                     |
| 2022/2023                                   | Hockeyettan Södra  | 6         | 3:a i Vårettan            | Slutspel: Besegrar KRIF, utslagna av Boden                          |
| 2023/2024                                   | Hockeyettan Södra  | 8         | 2:a i Vårettan            | Slutspel: Besegrar Alvesta, utslagna av Sundsvall                   |

## Kända spelare
Kända spelare som spelat i Borås Hockey:
- Konstantin Barulin  (2021/2022-aktiv)
- Nikolaj Drozdetskij   (1988/1989-1994/1995)
- Sergei Fokin  (2002/2003-2004/2005)
- Stefan Persson  (1986/1987-1989/1990)
- Daniel Rydmark  (2005/2006)
- Jens Karlsson   (2007/2008
- Mattias Remstam  (2008/2009)
- Linus Fagemo  (2011/2012)
- Erik Karlsson  (2008/2009)
- John Klingberg  (2010/2011)
- Marcus Sörensen  (2011/2012)
- Philip Larsen  (2007/2008)
- Fabian Brunnström  (2006/2007)
- Nils Lassas  (1948/1962)
- Terry Sykes  (1978/82)
- Conny Sörqvist  (1973/1986)

### Tröjor i taket
- #13 :  Nikolaj Drozdetskij